# Речица (Куманово)
Речица (мкд. Речица) је насеље у Северној Македонији, у северном делу државе. Речица припада општини Куманово.
Речица има велики значај за српску заједницу у Северној Македонији, пошто Срби чине већину у насељу.

## Географија
Речица је смештена у северном делу Северне Македоније. Од најближег града, Куманова, село је удаљено 5 km северно.
Село Речица се налази у историјској области Жеглигово, у равничарском крају, на приближно 365 метара надморске висине. Источно од села протиче Коњарска река.
Месна клима је континентална са слабим утицајем Егејског мора (жарка лета).

## Становништво
Речица је према последњем попису из 2021. године имала 479 становника.
Претежна вероисповест месног становништва је православље.
| Национални састав према попису из 2021.‍ | Национални састав према попису из 2021.‍ | Национални састав према попису из 2021.‍ | Национални састав према попису из 2021.‍ | Национални састав према попису из 2021.‍ |
| --------------------------------------- | --------------------------------------- | --------------------------------------- | --------------------------------------- | --------------------------------------- |
|                                         |                                         |                                         |                                         |                                         |
| Срби                                    | Срби                                    |                                         | 300                                     | 62,6%                                   |
| Македонци                               | Македонци                               |                                         | 83                                      | 17,3%                                   |
| непописани                              | непописани                              |                                         | 92                                      | 19,2%                                   |

## Познате личности
- Вујадин Станојковић, некадашњи југословенски и македонски фудбалер